# Terrorismo no Burquina Fasso

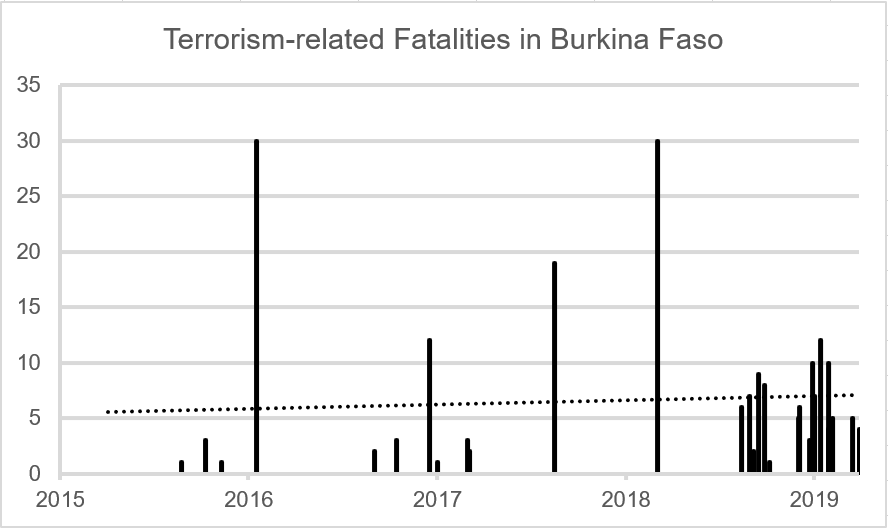
Gráfico de mortes relacionadas ao terrorismo no Burquina Fasso. A linha de tendência pontilhada mostra o aumento gradual da taxa de mortalidade.

Terrorismo no Burquina Fasso refere-se à violência de atores não estatais no Burquina Fasso que é realizada com a intenção de causar medo e espalhar a ideologia extremista. A atividade terrorista envolve principalmente o terrorismo religioso conduzido por organizações estrangeiras, embora algumas atividades ocorram devido à frustração da comunidade pela falta de desenvolvimento econômico. Ataques recentes estão concentrados nas regiões Hauts-Bassins, Boucle du Mouhoun, Norte, Sahel e Este, ao longo das fronteiras com o Mali e o Níger. Vários ataques em Uagadugu em 2016, 2017 e 2018 pela al-Qaeda no Magrebe Islâmico e suas afiliadas foram, particularmente mortais, atraindo atenção internacional.
As atividades de contraterrorismo do Burquina Fasso incluem esforços de segurança doméstica e regional, impedindo transações econômicas relacionadas ao terrorismo e cooperando com o Ocidente, geralmente por meio de parcerias como o G5 do Sahel e a Parceria Trans-Saariana de Contraterrorismo. No entanto, a violência das forças de segurança e os supostos abusos dos direitos humanos prejudicam regularmente esses esforços. Em resposta aos crescentes ataques, o governo declarou estado de emergência em dezembro de 2018 em várias províncias do norte. O fracasso do governo em conter os ataques terroristas levou à renúncia do primeiro-ministro Paul Kaba Thieba em 2019. No geral, o terrorismo tem um impacto significativo no Burkina Faso, deslocando mais de 100.000 pessoas e diminuindo o acesso a serviços públicos.

## Antecedentes

### Independência até 2015
Antes de 2015, não havia incidentes terroristas registrados no Burquina Fasso. No entanto, o país experimentou sete golpes de Estado durante esse período, o máximo de qualquer país africano. Além disso, houve alguns relatos de que o financiamento do terrorismo e a angariação de fundos estavam ocorrendo internamente.
Alguns argumentam que o então presidente Blaise Compaoré, que esteve no poder de 1987 a 2014, fez parceria com organizações terroristas. Embora a maioria das pesquisas sugira a existência de parcerias entre Compoaré e organizações terroristas, a natureza exata desses acordos permanece sem verificação. Em particular, alguns relatórios mostram que a Compaoré intermediou um acordo com grupos rebeldes tuaregues no Mali associados à al-Qaeda. Em troca de operar em Burquina Fasso, os grupos tuaregues e organizações terroristas associadas supostamente concordaram em não realizar ataques dentro do país.
Além disso, Compaoré permitiu que forças especiais da França e dos Estados Unidos atuassem em Burquina Fasso, servindo como um parceiro-chave para os esforços de contraterrorismo no Sahel. Tais parcerias levaram à descrição do Burquina Fasso como "elemento fundamental da África Ocidental" pelos meios de comunicação. Os Linchpin states (Estados fundamentais) significam "aliados cruciais mas ameaçados" na "criação de um regime antiterror global". 

### Golpe militar de 2015 até 2018
Durante esse período, os ataques no Burquina Fasso aumentaram em número e taxa de mortalidade. Tais incidentes atraíram atenção internacional, especialmente incluindo três grandes ataques terroristas em Uagadugu em 2016, 2017 e 2018.
Segundo Joe Penney, esse pico de atividade talvez possa ser atribuído à descontinuação do governo vigente da prática de negociação de Compaoré com as organizações terroristas. Outra causa mais referenciada é o enfraquecimento do aparato de segurança de Burquina Fasso.
Em 2014, levantes populares removeram Compaoré do poder. Após sua destituição, o Regimento de Segurança Presidencial do Burquina Fasso (francês: Régiment de la Sécurité Présidentielle, RSP), que era leal a Compoaré, realizou um golpe de Estado em 2015 contra o governo de transição. Embora o golpe tenha falhado, o RSP foi dissolvido, enfraquecendo o aparato de segurança estatal e permitindo que as organizações terroristas aumentassem suas operações domesticamente. O RSP incluía cerca de 1.300 soldados e recebeu treinamento dos Estados Unido e da França em práticas de contraterrorismo. Após sua dissolução, esse conhecimento técnico e recursos humanos não estavam mais disponíveis para contribuir com os esforços de segurança. Para comparação, as Forças Armadas do Burquina Fasso tinham aproximadamente 11.200 funcionários - o RSP constituiu, portanto, cerca de 10% dos militares de Burquina Fasso.
A organizações de direitos humanos também acusaram as forças de segurança de "atrocidades ... deixando dezenas de mortos e forçando dezenas de milhares de moradores a fugir de suas casas".  Alguns argumentam que esses abusos dos direitos humanos conduzidos em nome do contraterrorismo prejudicam sua eficácia na prevenção de ataques terroristas, porque os abusos tornam os habitantes locais menos propensos a colaborar com as forças de segurança contra as organizações terroristas. 
Em resposta ao aumento da ameaça terrorista, em novembro de 2016, Burquina Fasso decidiu retirar seus soldados das forças de paz das Nações Unidas no Sudão para reorientar os esforços militares no combate ao terrorismo no país e para ajudar a reforçar as forças de segurança existentes. 

### Estado de emergência em 2018 e eventos posteriores
A partir de dezembro de 2018, houve um aumento nas atividades terroristas em Burquina Fasso. Durante um período de dois meses, houve oito ataques terroristas, matando mais de trinta pessoas. 
Em resposta a um ataque terrorista próximo à fronteira com o Mali em 27 de dezembro de 2018 que matou dez policiais, o governo de Burquina Fasso declarou estado de emergência em várias províncias do norte. O estado de emergência começou em 1 de janeiro de 2019 e incluiu as quatorze províncias a seguir:
- Boucle du Mouhoun: Kossi, Sourou;
- Centro-Est: Koulpélogo;
- Est: Gnagna, Gourma, Komondjari, Kompienga, Tapoa;
- Hauts-Bassins: Kénédougou;
- Nord: Loroum;
- Sahel: Oudalan, Séno, Soum, Yagha.

Como parte da declaração, o governo autorizou toque de recolher, restrições de movimento, buscas em propriedades privadas, confisco de armas e proibição de publicações pró-terrorismo. O governo decidiu que quaisquer crimes terroristas seriam julgados em tribunais militares, e não civis.
Mesmo com esses regulamentos alterados, vários ataques terroristas ocorreram durante janeiro de 2019. Em resposta, em 19 de janeiro, o primeiro-ministro Paul Thieba renunciou ao cargo.  Durante os meses que antecederam sua renúncia, a oposição solicitava a demissão de Thieba devido ao fracasso do governo em interromper os ataques terroristas.  Embora Thieba não tenha fornecido o motivo de sua renúncia, o presidente Roch Marc Christian Kaboré provavelmente pressionou Thieba a renunciar devido ao sequestro de estrangeiros de alto nível relacionado a atividade terrorista no Burquina Fasso, em dezembro.

## Organizações terroristas
Várias organizações terroristas diferentes assumiram a responsabilidade por ataques no Burquina Fasso. A maioria dos ataques é realizada por organizações estrangeiras, afiliadas à al-Qaeda, geralmente do vizinho Mali. Tais organizações tendem a se concentrar no extremismo religioso e no sentimento antiocidental. No entanto, algumas organizações também visam Burquina Fasso devido a frustração comunitária por causa da falta de desenvolvimento econômico. Em particular, as organizações terroristas são capazes de recrutar pessoas em Burquina Fasso, devido à desilusão com a estagnação da economia. 

### Al-Qaeda no Magrebe Islâmico e suas afiliadas
Antes de 2017, a maioria dos ataques foram realizados pela al-Qaeda no Magrebe Islâmico (AQMI). A AQMI é o ramo norte-africano da al-Qaeda, com sede no Mali. O grupo conduziu ataques por todo o Sahel.  Por exemplo, a AQMI e sua afiliada, al-Murabitun, assumiram a responsabilidade pelos ataques em Uagadugu em 2016. Essas duas organizações se fundiram um mês antes em dezembro de 2015, embora anteriormente tivessem um relacionamento contencioso. Após a fusão, muitos esperavam um agravamento do perigo representado pela AQMI na região. 
Em março de 2017, o Jama'at Nasr al-Islam wal Muslimin (JNIM) formou-se a partir da fusão da AQMI, Ansar Dine e al-Murabitun. O JNIM permanece sob o controle da al-Qaeda e está sediado no Mali.  Desde a sua formação, o JNIM realizou vários ataques no Burquina Fasso. Por exemplo, o JNIM assumiu a responsabilidade pelos ataques em Uagadugu em 2018. A criação do JNIM foi particularmente interessante porque sinalizou a adaptabilidade da al-Qaeda. Talvez a al-Qaeda esperasse que o JNIM enfrentasse a crescente presença do Estado Islâmico no Sahel. O JNIM representa uma ameaça particularmente séria, porque possui um amplo conjunto de capacidades, incluindo altas taxas de mortalidade, alvejando estrangeiros (de nações ocidentais), atingindo alvos armados e coordenando vários ataques ao mesmo tempo.
Outras organização próximas da al-Qaeda que participaram de atividades terroristas em Burquina Fasso incluem: Ansar-ul-Islam lil-Ichad wal Jihad (IRSAD), que é liderada por um pregador radical de Burquina Fasso; Frente de Libertação do Macina, uma organização do Mali que trabalhou com a AQMI; e o Movimento pela Unidade e Jihad na África Ocidental (MUJAO), um grupo dissidente da AQMI.

### Estado Islâmico e suas afiliadas
A atividade do Estado Islâmico (EI) no Burquina Fasso foi limitada em comparação à atividade da AQMI. 
Sua principal afiliada, o Estado Islâmico no Grande Saara (EIGS), formou-se em maio de 2015 a partir de uma facção dissidente do al-Murabitun que jurou lealdade ao Estado Islâmico. O EIGS realizou pelo menos dois ataques no Burquina Fasso. Em 1 de setembro de 2016, o grupo atacou uma gendarmaria e, em 12 de outubro de 2016, atacou um posto policial. Ambos os incidentes ocorreu na Região do Sahel.
Outra afiliada do Estado Islâmico, o Boko Haram também estaria operando em Burquina Fasso. O Boko Haram é uma organização terrorista com base na vizinha Nigéria. Suspeita-se que esta organização esteja envolvida em contrabando de armas e dinheiro através do Burquina Fasso.  Além disso, uma testemunha de um ataque terrorista em 23 de agosto de 2015 na província burquinense de Oursi alegou que os terroristas haviam expressado lealdade ao Boko Haram. 